# Castillo de Petrés
El castillo de Petrés o casa-castillo del Barón de Petrés es una fortaleza que se encuentra en Petrés, en la provincia de Valencia (España). Es Bien de Interés Cultural con anotación ministerial R-I-51-0010628 de 9 de mayo de 2001.

## Historia
Se trata de un edificio datado entre finales del siglo XIV y principios del siglo XV, ya después de la Reconquista de las tierras del Campo de Murviedro por las tropas de Jaime I. Se construyó por orden de Joan Aguiló Romeu, a quien Pedro el Ceremonioso otorgó el título de Barón de Petrés en 1340. Tras la desaparición del linaje de los Aguiló a finales del siglo XVI, es posible que el castillo sufriera un periodo de abandono y progresiva degradación hasta su adquisición por la familia Valterra a finales del siglo XVII. El castillo se mantuvo en buen estado hasta mediados del siglo XX, cuando fueron demolidos los dos pisos superiores del cuerpo principal, desencadenándose un proceso de ruina que se ha prolongado durante más de medio siglo. Desde 2016, se ha desarrollado un plan director y varias intervenciones encaminadas a la restauración del edificio.

## Descripción
Se trata de un edificio compuesto por dos cuerpos de forma tendencialmente cuadrada, que se emplazan en la cima y la falda sur de una loma desde la que se domina el camino viejo de Sagunto. Cuenta con un esquema arquitectónico de tipo palacio-fortaleza, propio del gótico valenciano, en el que se ha relajado la función defensiva de las fortalezas de Reconquista, permitiéndose la inclusión de elementos de carácter plenamente residencial.
La entrada se realizaba por medio de un arco de medio punto y pasando una crujía y un arco carpanel que dan acceso al patio. Este es de planta rectangular y a él se abren, con arcos, algunas estancias laterales, además de encontrarse la escalera la cual daba acceso a la planta principal. Bajo el patio se encuentra la antigua cisterna que recogía las aguas pluviales.
En las primeras décadas del siglo XX todavía perduraba la torre del homenaje, cuadrada. Esta ya no existe a principios del siglo XXI. El edificio ha sido expoliado y abandonado. Por ello ha desaparecido también la capilla dedicada a la Purísima Concepción, aunque todavía pueden verse los restos del pozo y aljibe del castillo, al otro lado de la carretera que pasa junto al mismo. El estado de ruina es especialmente visible en el interior de la fortaleza, donde se han hundido la totalidad de las dependencias.

## Galería

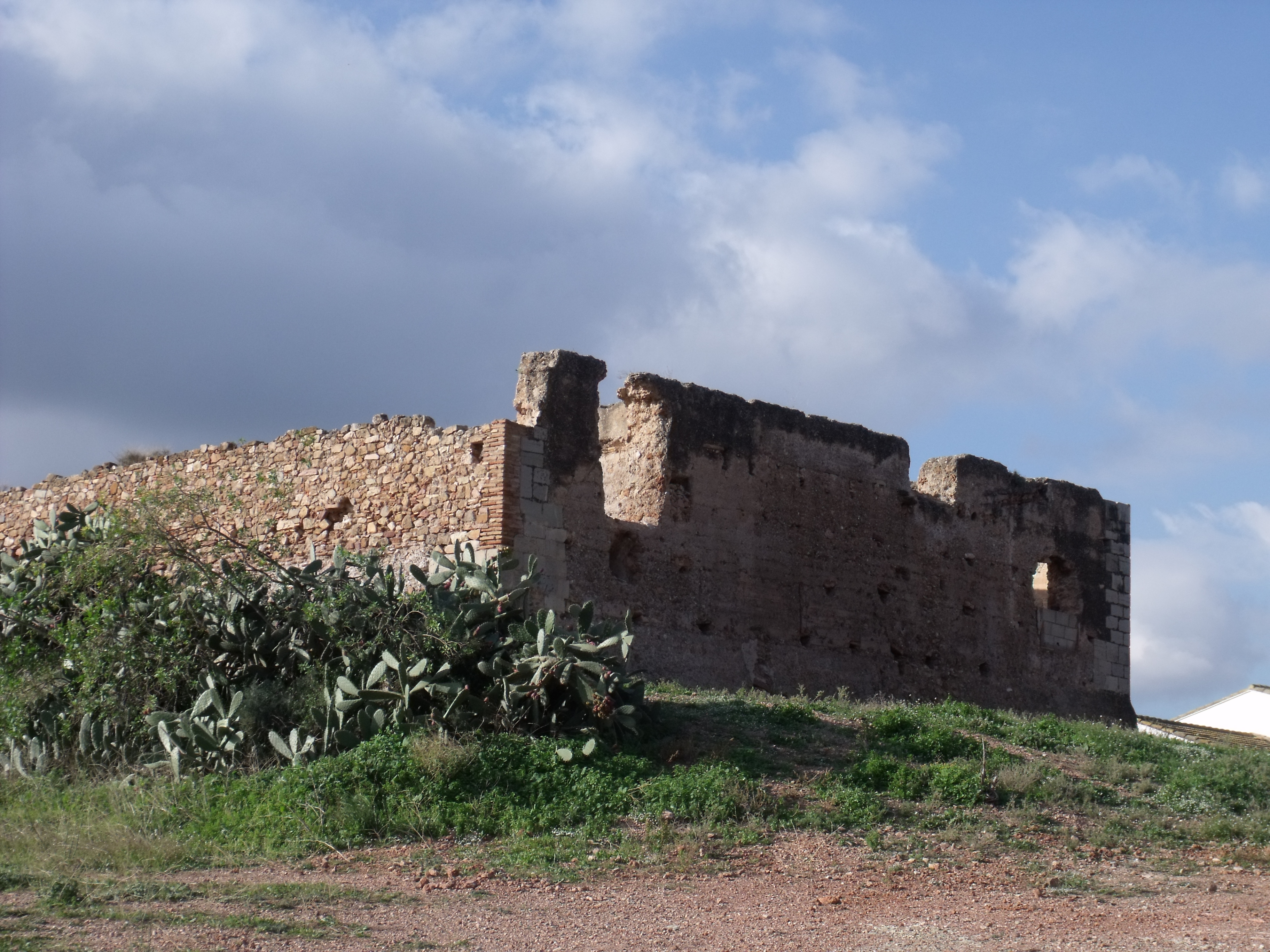
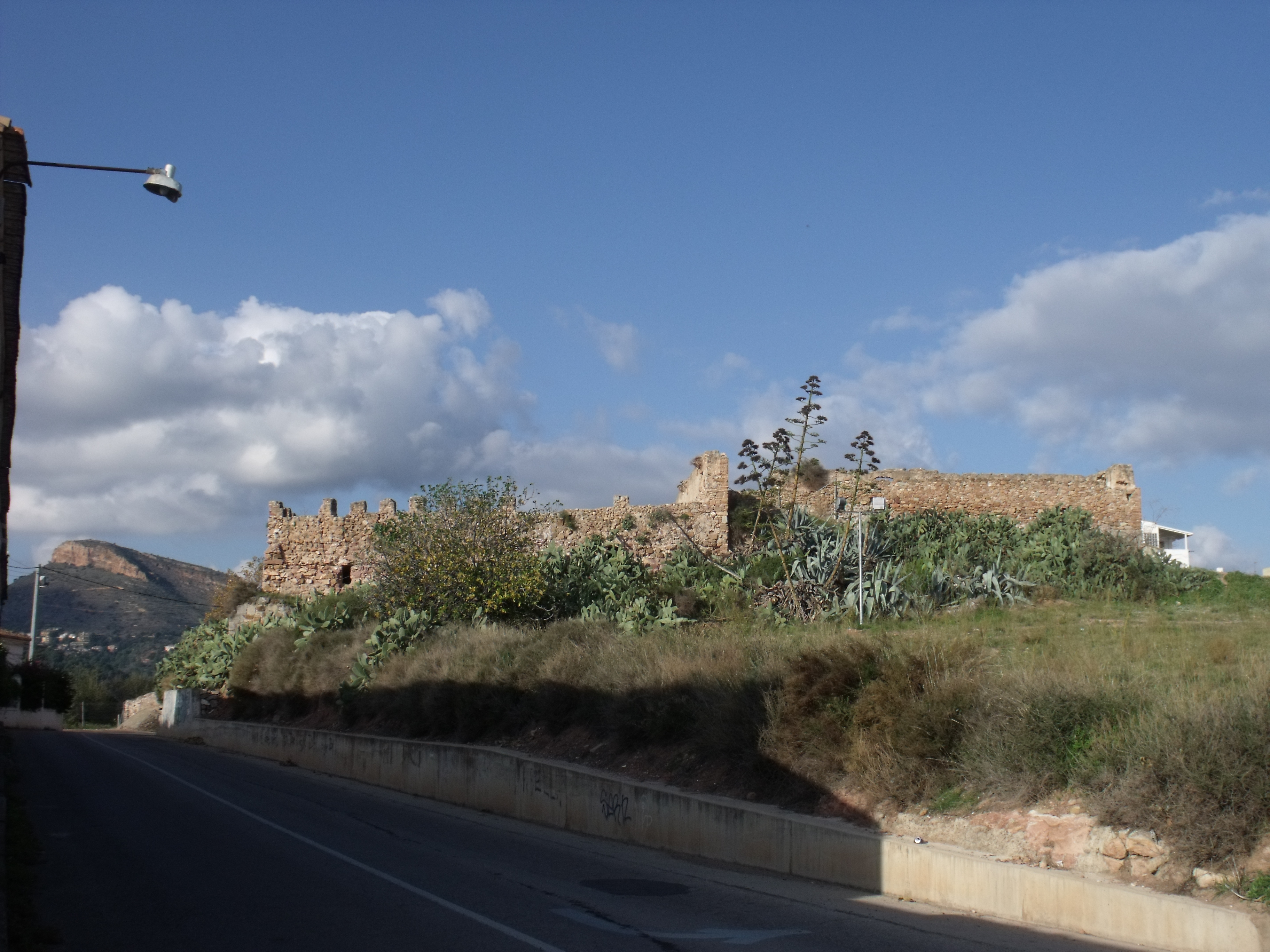
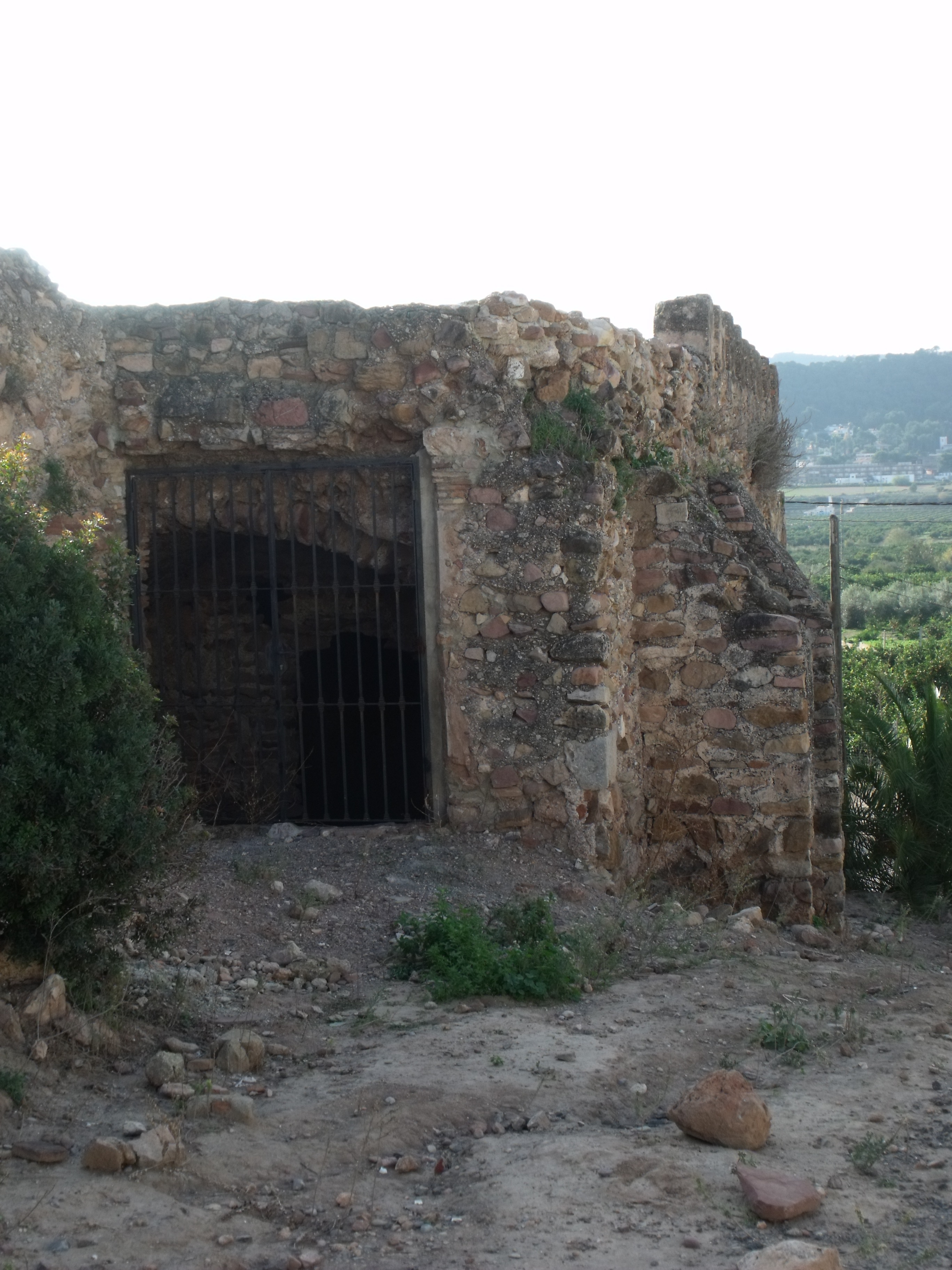
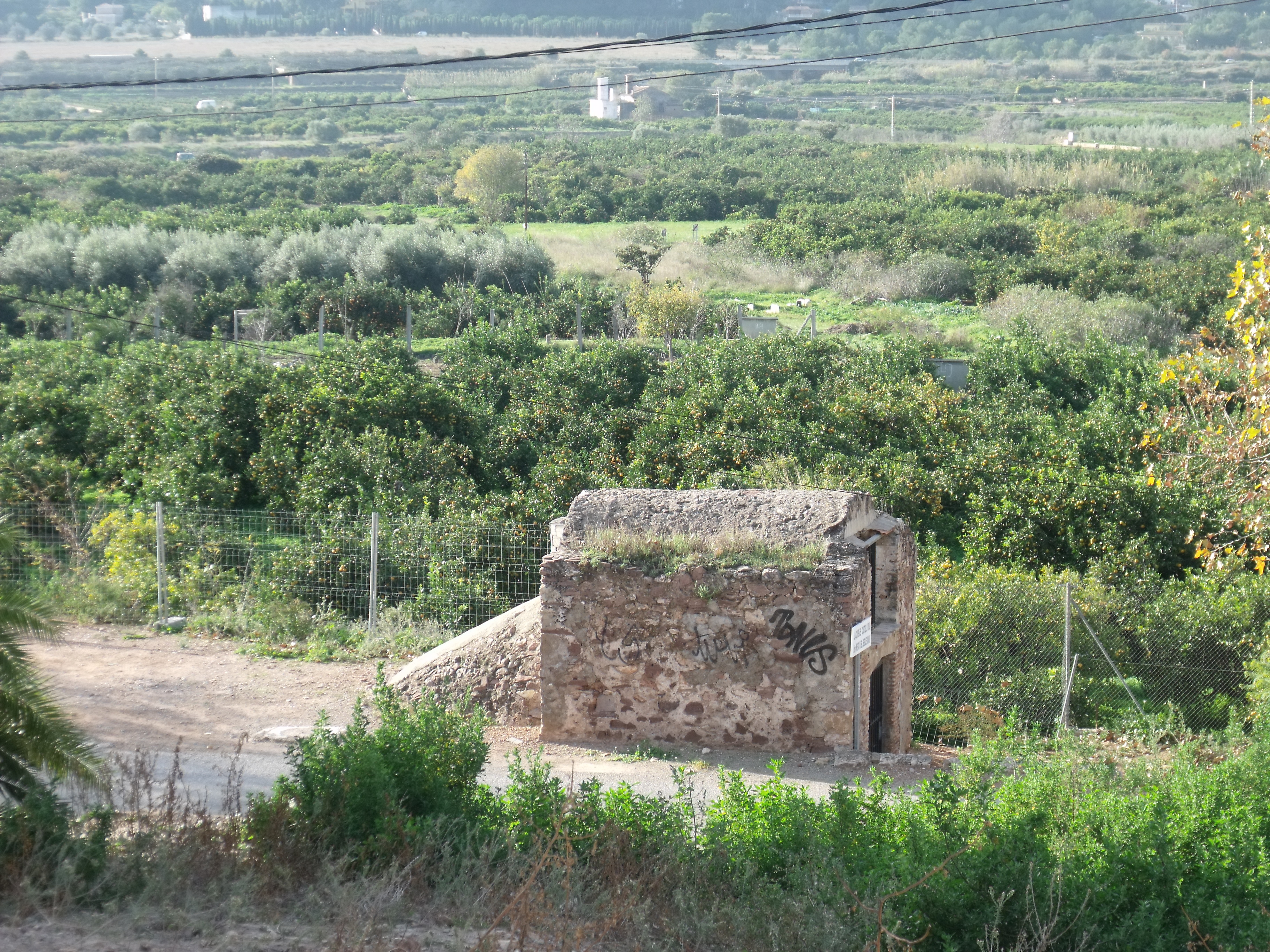
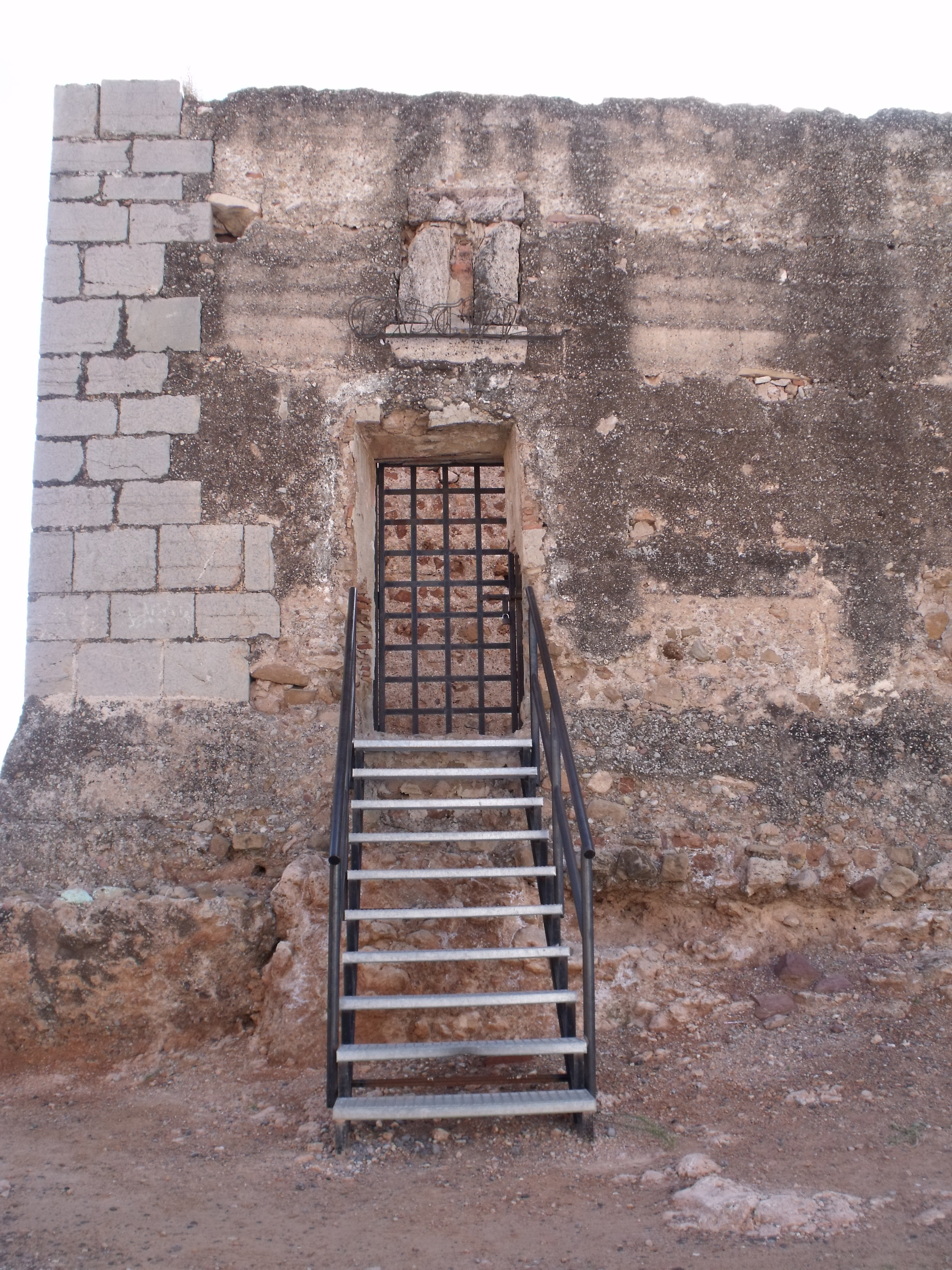